# Walter Kohn
Walter Kohn (Viena, 9 de marzo de 1923-Santa Bárbara, California; 19 de abril de 2016) fue un físico teórico austriaco nacionalizado estadounidense que fue premiado, junto con John A. Pople, con el Premio Nobel de Química en 1998.

## Biografía
Kohn era hijo de padres judíos y se crio en Viena. Se graduó en matemáticas y física por la Universidad de Toronto en 1945 y realizó una especialidad en matemática aplicada también en Toronto, que terminó en 1946. Se doctoró en física por la Universidad de Harvard en 1948, bajo la supervisión de Julian Schwinger. Fue profesor en la Carnegie Mellon University durante 1950-1960, donde realizó gran parte de su investigación sobre física de semiconductores.

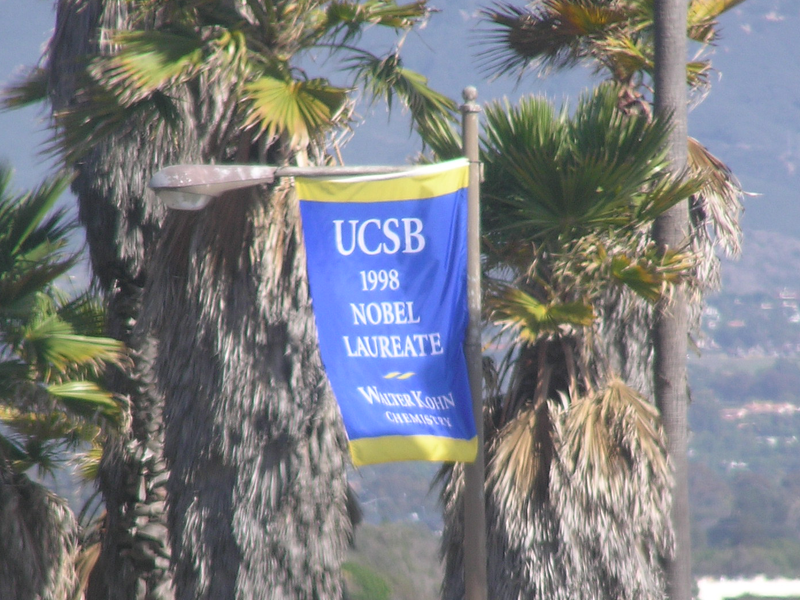
Un cartel en un poste eléctrico en la Universidad de California conmemora la entrega a Walter Kohn del Premio Nobel de Química.

Se trasladó más tarde a la recientemente fundada Universidad de California, San Diego en 1960, donde permaneció hasta 1979. Entonces aceptó el cargo de primer director del Instituto Kavli de Física Teórica, Santa Bárbara. Tomó posesión del cargo de profesor de la Universidad de California, Santa Bárbara en 1984, donde continuó dando clase como profesor emérito.
En 1957 recibió la ciudadanía estadounidense, pasando a tener la doble nacionalidad austriaca-estadounidense.

## Investigaciones científicas
Durante su estancia a la Universidad Carnegie Mellon realizó investigaciones en la física de los semiconductores, materia que posteriormente cambió por la investigación de las características electrónicas de diversos materiales. En particular, Kohn desempeñó un papel importante en el desarrollo de la Teoría del Funcional Densidad, que posibilitó el incorporar los efectos de la mecánica cuántica en la densidad electrónica (en lugar de mediante la función de onda). Esta simplificación computacional ha sido muy fructífera y ha pasado a ser una herramienta esencial de la electrónica de materiales, atómica y molecular.
En 1998 fue galardonado con la mitad del Premio Nobel de Química por el desarrollo de la teoría funcional de la densidad. La otra mitad del premio recayó en John A. Pople por el desarrollo de métodos teóricos mediante los cuales se podían investigar las propiedades de las moléculas en los procesos químicos.
En 1961 obtuvo el Premio Buckley de la American Physical Society por su obra.